# Dynastes maya
Dynastes maya — жук из подсемейства Dynastinae семейства пластинчатоусые.

## Описание
Dynastes maya морфологически сходен с Dynastes hercules и Dynastes hyllus. Существует гипотеза, что данный вид может являться переходной формой между северными видами рода Dynastes, обитающими в сухом климате (Dynastes tityus, Dynastes granti, Dynastes hyllus) и южными, обитающими во влажном климате (Dynastes hercules, Dynastes neptunus, Dynastes satanas).
Длина самца — 50 — 90 мм; самки — 40 − 50 мм. Окраска переднеспинки и головы самцов — черная или черная с зеленоватым отливом. Иногда переднеспинка самцов с красновато-коричневым оттенком. Надкрылья желтые с оливково-зеленым оттенком. Самцы с крепким, толстым, относительно недлинным рогом на голове. Переднеспинка с одним относительно длинным рогом и 4 отдельными короткими зубцами.

## Ареал
Мексика, Гватемала, Гондурас.

## Биология
Биология вида не исследована, местообитания неизвестны, личинка не описана.